# Gran Premio de Gran Bretaña de Motociclismo de 1992
El Gran Premio de Gran  Bretaña de Motociclismo de 1992 fue la decimoprimera prueba de la temporada 1992 del Campeonato Mundial de Motociclismo. El Gran Premio se disputó el 2 de agosto de 1992 en el circuito de Donington Park.

## Resultados 500cc
En la categoría reina victoria del australiano Wayne Gardner que ya anunció su retiro al final de la temporada. Redujo distancias su compatriota y compañero de equipo Michael Doohan, ausente por el accidente de Assen, aunque este se mantuvo al frente de la clasificación provisional.El catalán Juan Garriga completó el podio
| 1        | Wayne Gardner       | Rothmans Kanemoto Honda           | Honda         | 47:38.373 | 20 |
| 2        | Wayne Rainey        | Marlboro Team Roberts             | Yamaha        | +0.855    | 15 |
| 3        | Juan Garriga        | Ducados Yamaha                    | Yamaha        | +5.915    | 12 |
| 4        | Eddie Lawson        | Cagiva Team Agostini              | Cagiva        | +26.079   | 10 |
| 5        | Peter Goddard       | Valvoline Team WCM                | ROC Yamaha    | +1:04.091 | 8  |
| 6        | Terry Rymer         | Padgett's Motorcycles             | Harris-Yamaha | +1:22.330 | 6  |
| 7        | Miguel Duhamel      | Yamaha Motor Banco                | Yamaha        | +1 Vuelta | 4  |
| 8        | Michael Rudroff     | Rallye Sport                      | Harris-Yamaha | +1 Vuelta | 3  |
| 9        | Dominique Sarron    | Team ROC Banco                    | ROC Yamaha    | +1 Vuelta | 2  |
| 10       | Toshiyuki Arakaki   | Team ROC Banco                    | ROC Yamaha    | +1 Vuelta | 1  |
| 11       | Serge David         | Team ROC Banco                    | ROC Yamaha    | +1 Vuelta |    |
| 12       | Bruno Bonhuil       | Ville de Paris                    | ROC Yamaha    | +1 Vuelta |    |
| 13       | Nicholas Schmassman | Uvex Racing Team                  | ROC Yamaha    | +1 Vuelta |    |
| 14       | Peter Graves        | Peter Graves Racing Team          | Harris-Yamaha | +1 Vuelta |    |
| 15       | Cees Doorakkers     | HEK Racing Team                   | Harris-Yamaha | +1 Vuelta |    |
| 16       | Marco Papa          | Librenti Corse                    | Librenti      | +1 Vuelta |    |
| Ret      | Kevin Schwantz      | Lucky Strike Suzuki               | Suzuki        | Ret       |    |
| Ret      | Eddie Laycock       | Milla Racing                      | Yamaha        | Ret       |    |
| Ret      | Andreas Leuthe      | VRP Racing Team                   | VRP           | Ret       |    |
| Ret      | Josef Doppler       | Uvex Racing Team                  | ROC Yamaha    | Ret       |    |
| Ret      | Àlex Crivillé       | Campsa Honda Team                 | Honda         | Ret       |    |
| Ret      | Kevin Mitchell      | MBM Racing                        | Harris-Yamaha | Ret       |    |
| Ret      | Randy Mamola        | Budweiser Team/Global Motorsports | Yamaha        | Ret       |    |
| Ret      | Carl Fogarty        | MBM Racing                        | Yamaha        | Ret       |    |
| Ret      | James Whitham       | Padgett's Motorcycles             | Yamaha        | Ret       |    |
| Ret      | Lucio Pedercini     | Paton Grand Prix                  | Paton         | Ret       |    |
| Ret      | Niall Mackenzie     | Yamaha Motor Banco                | Yamaha        | Ret       |    |
| Ret      | John Kocinski       | Marlboro Team Roberts             | Yamaha        | Ret       |    |
| Ret      | Doug Chandler       | Lucky Strike Suzuki               | Suzuki        | Ret       |    |
| Ret      | Corrado Catalano    | KCS International                 | ROC Yamaha    | Ret       |    |
| Sources: |                     |                                   |               |           |    |

## Resultados 250cc
A pesar de solo haber sido cuarto, el italiano Luca Cadalora tiene 45 puntos de ventaja en la clasificación y, con solo dos carreras por disputar, es matemáticamente campeón mundial. El podio de la carrera fue completamente italiano, con Pierfrancesco Chili que precedió a Loris Reggiani y Doriano Romboni.
| Pos. | Piloto                    | Moto    | Tiempo    | Pts. |
| ---- | ------------------------- | ------- | --------- | ---- |
| 1    | Pierfrancesco Chili       | Aprilia | 45.17.158 | 20   |
| 2    | Loris Reggiani            | Aprilia | 45.19.039 | 15   |
| 3    | Doriano Romboni           | Honda   | 45.31.996 | 12   |
| 4    | Luca Cadalora             | Honda   | 45.32.160 | 10   |
| 5    | Jochen Schmid             | Yamaha  | 45.32.411 | 8    |
| 6    | Helmut Bradl              | Honda   | 45.34.969 | 6    |
| 7    | Loris Capirossi           | Honda   | 45.45.751 | 4    |
| 8    | Carlos Cardús             | Honda   | 46.07.303 | 3    |
| 9    | Masahiro Shimizu          | Honda   | 46.16.082 | 2    |
| 10   | Herri Torrontegui         | Suzuki  | 46.21.479 | 1    |
| 11   | Patrick van den Goorbergh | Aprilia | 46.22.960 |      |
| 12   | Bernd Kassner             | Aprilia | 46.23.236 |      |
| 13   | Carlos Lavado             | Gilera  | 46.23.943 |      |
| 14   | Andreas Preining          | Aprilia | 46.31.226 |      |
| 15   | Paolo Casoli              | Yamaha  | 46.44.126 |      |
| 16   | Adrian Bosshard           | Honda   | 46.54.393 |      |
| 17   | Katsuyoshi Kozono         | Honda   | 46.55.527 |      |
| 18   | José Kuhn                 | Honda   | 1 Vuelta  |      |
| 19   | Frédéric Protat           | Aprilia | 1 Vuelta  |      |
| 20   | Bernard Cazade            | Honda   | 1 Vuelta  |      |
| 21   | Erkka Korpiaho            | Aprilia | 1 Vuelta  |      |
| 22   | Yves Briguet              | Honda   | 1 Vuelta  |      |
| 23   | Michele Gallina           | Yamaha  | 1 Vuelta  |      |
| Ret  | Max Biaggi                | Aprilia | Ret       |      |
| Ret  | James Haydon              | Yamaha  | Ret       |      |
| Ret  | Alberto Puig              | Aprilia |           |      |
| Ret  | Adi Stadler               | Honda   | Ret       |      |
| Ret  | Eskil Suter               | Aprilia | Ret       |      |
| Ret  | Harald Eckl               | Aprilia | Ret       |      |
| Ret  | Jurgen van den Goorbergh  | Aprilia | Ret       |      |
| Ret  | Bernard Haenggeli         | Aprilia | Ret       |      |
| Ret  | Luis d'Antín              | Honda   | Ret       |      |
| Ret  | Ian Newton                | Aprilia | Ret       |      |
| Ret  | Wilco Zeelenberg          | Suzuki  | Ret       |      |
| Ret  | Stefan Prein              | Honda   | Ret       |      |
| Ret  | Jean-Philippe Ruggia      | Gilera  | Ret       |      |
| DNS  | Renzo Colleoni            | Yamaha  | DNS       |      |

## Resultados 125cc
Cambio en la cima de la clasificación provisional del campeonato: el alemán Ralf Waldmann, que lideraba la clasificación, fue superado por el ganador de la carrera Fausto Gresini y  por el Alessandro Gramigni, que con su segundo puesto en la carrera, se pone ne cabeza con dos puntos de margen sobre Gresini y 4 sobre Waldmann.
| Pos. | Piloto               | Moto      | Tiempo     | Pts. |
| ---- | -------------------- | --------- | ---------- | ---- |
| 1    | Fausto Gresini       | Honda     | 44.46.145  | 20   |
| 2    | Alessandro Gramigni  | Aprilia   | 44.49.424  | 15   |
| 3    | Noboru Ueda          | Honda     | 44.53.542  | 12   |
| 4    | Dirk Raudies         | Honda     | 44.53.856  | 10   |
| 5    | Bruno Casanova       | Aprilia   | 44.56.976  | 8    |
| 6    | Kazuto Sakata        | Honda     | 45.00.319  | 6    |
| 7    | Ralf Waldmann        | Honda     | 45.01.571  | 4    |
| 8    | Jorge Martínez Aspar | Honda     | 45.13.608  | 3    |
| 9    | Kin'ya Wada          | Honda     | 45.20.468  | 2    |
| 10   | Nobuyuki Wakai       | Honda     | 45.20.769  | 1    |
| 11   | Maik Stief           | Aprilia   | 45.21.384  |      |
| 12   | Ezio Gianola         | Honda     | 45.30.657  |      |
| 13   | Carlos Giró          | Aprilia   | 45.30.879  |      |
| 14   | Gabriele Debbia      | Honda     | 45.31.162  |      |
| 15   | Julián Miralles      | Honda     | 45.37.346  |      |
| 16   | Heinz Lüthi          | Honda     | 45.57.991  |      |
| 17   | Maurizio Vitali      | Gazzaniga | 45.59.057  |      |
| 18   | Luis Álvaro          | JJ Cobas  | 46.08.999  |      |
| 19   | Robin Appleyard      | Honda     | 46.12.340  |      |
| 20   | Arie Molenaar        | Aprilia   | 46.12.490  |      |
| 21   | Steve Patrickson     | Honda     | 46.12.639  |      |
| 22   | Giovanni Palmieri    | Gazzaniga | 46.13.138  |      |
| 23   | Peter Galvin         | Honda     | 46.13.535  |      |
| 24   | Johnny Wickström     | Honda     | 46.13.711  |      |
| 25   | Hubert Abold         | Honda     | 46.17.731  |      |
| 26   | Neil Hodgson         | Honda     | 46.30.174  |      |
| 27   | Giuseppe Fiorillo    | Yamaha    | 1 Vuelta   |      |
| 28   | Takao Shimizu        | Honda     | 21 Vueltas |      |
| Ret  | Loek Bodelier        | Honda     | Ret        |      |
| Ret  | Fausto Ricci         | Yamaha    | Ret        |      |
| Ret  | Joey Dunlop          | Honda     | Ret        |      |
| Ret  | Alfred Waibel        | Honda     | Ret        |      |
| Ret  | Manuel Hernández     | Aprilia   | Ret        |      |
| Ret  | Alain Bronec         | Honda     | Ret        |      |
| Ret  | Oliver Petrucciani   | Honda     | Ret        |      |
| Ret  | Peter Öttl           | Rotax     | Ret        |      |
| Ret  | Hans Spaan           | Aprilia   | Ret        |      |